# 1523
1523 (MDXXIII) var ett normalår som började en torsdag i den julianska kalendern.

## Händelser

### Januari
- 20 januari – Jylländska stormän gör uppror mot Kristian II och avsätter honom som dansk och norsk kung, genom att uppsäga honom tro och lydnad.

### Mars
- 26 mars – Kristian II:s farbror Fredrik I hyllas av danska adelsmän som dansk och norsk kung i Viborg.

### April
- 13 april – Kristian II avseglar från Danmark och flyr till Nederländerna.
- 14 april – Fredrik I hyllas även som dansk-norsk kung i hertigdömena i Sønderjylland.

### Maj
- 27 maj – Svenskarna erövrar Kalmar.

### Juni

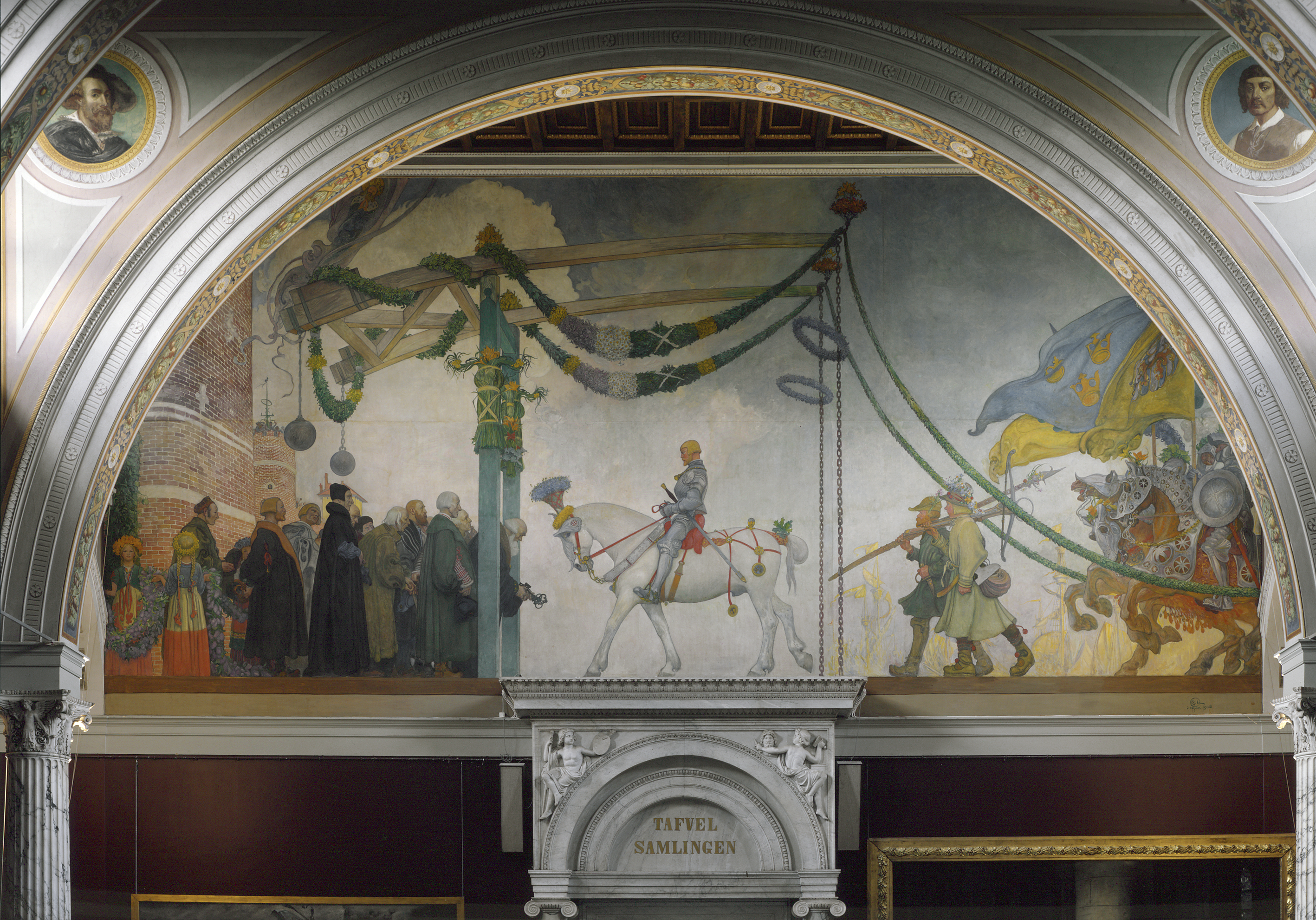
Gustav Vasas intåg i Stockholm. Målning av Carl Larsson.

- 2–7 juni – Ett riksmöte hålls i Strängnäs.
  - 6 juni – Gustav Vasa väljs till kung av Sverige under detta möte, vilket markerar slutet på Kalmarunionen, som därmed i praktiken är upplöst. Konflikterna är dock långtifrån lösta.[1]
- 16 juni – Stockholm erövras av svenskarna.
- 17 juni – Stockholms slott dagtingar, det vill säga kapitulerar.
- 24 juni – Gustav Vasa håller sitt högtidliga intåg i Stockholm.

### Augusti
- 3 augusti – Fredrik I vill inte att unionen upplöses och sätter Sverige i svår penningknipa på grund av de privilegier han utfärdar till Hansan genom en handfästning. Sverige har dessutom en skuld på 120 000 lübska mark till Lübeck för behjälpligheten i befrielsekriget.

### Oktober
- 10 oktober – Det sista danskhållna fästet i Sverige, Viborgs slott, kapitulerar för svenskarna.

### November
- 19 november – Sedan Hadrianus VI har avlidit den 14 september väljs Giulio di Giuliano de' Medici till påve och tar namnet Clemens VII.

### Okänt datum
- Älvsborgs fästning bränns för andra gången av danskarna.
- Lübeck, som tillsatt både Gustav Vasa och Fredrik I som kungar, får privilegier av dem båda.
- Johannes Magnus väljs till svensk ärkebiskop och blir därmed landets siste katolske sådan.
- Laurentius Andreæ blir Gustav Vasas sekreterare.
- Gustav Vasa börjar konfiskera kyrkans värdeföremål och konstskatter, för att kunna betala sina utgifter.

## Födda
- 14 mars – Helena Magenbuch, tysk apotekare.
- 5 april – Blaise de Vigenère, fransk diplomat och kryptograf.
- 18 oktober – Anna, drottning av Polen.
- Gaspara Stampa, italiensk poet.

## Avlidna
- 7 januari – Timoteo Viti, italiensk målare
- 14 september – Hadrianus VI, född Adrian Florisz d'Edel, påve sedan 1522.
- 30 juli – Juan de Anchieta, baskisk kompositör

### Fotnoter
1. ↑  ”Tacitus”. http://www.tacitus.nu/svenskhistoria/kungar/vasa/gv-kronologi.htm. Läst 25 mars 2011.